# 远门镇
远门镇，是中华人民共和国甘肃省天水市清水县下辖的一个乡镇级行政单位。
2016年，甘肃省民政厅批复同意撤销远门乡，设立远门镇。

## 行政区划
远门镇下辖以下地区：
远门村、夜明村、单魏村、庙台村、安业村、林峡村、梨林村、赵瞿村、王付村、铁炉村、新石村和后沟村。